# Chaenusa testacea
Chaenusa testacea är en stekelart som först beskrevs av Granger 1949.  Chaenusa testacea ingår i släktet Chaenusa och familjen bracksteklar. Inga underarter finns listade i Catalogue of Life.